# Jamaal Magloire
Jamaal Magloire (Toronto, 21 de novembro de 1979) é um ex-jogador canadense de basquete profissional que atuou na  National Basketball Association (NBA). Foi o número 19 do Draft de 2000.